# Nukleofil substitution
En nukleofil substitution er en af de mest alsidige reaktioner inden for organisk kemi. I en nukleofil substitutionsreaktion erstattes et nukleofilt atom (eller en nukleofil atomgruppe) med et andet.
Der findes flere mekanismer for nukleofile substitutioner, blandt andet SN1 og SN2. SN står for nukleofil substitution, og 1-tallet betyder, at reaktionen er unimolekylær, dvs. reaktionshastigheden kun afhænger af koncentrationen af den ene reaktant. 2-tallet betyder, at reaktionen er bimolekylær, dvs. reaktionshastigheden afhænger af begge reaktanter.
Ved reaktionen sker der det, at en nukleofil (her Nu:) reagerer med et substrat (her R-X). Derved bliver X substitueret med Nu, dvs. produktet af reaktionen er R-Nu.
SN1: R-X → R+ + X- ,    Nu: + R+ → R-Nu
SN2: R-X + Nu: → (Nu-R-X) → Nu-R + X-
Derudover findes der også nukleofil aromatisk substitution.